# Æthelweard av East Anglia
Æthelweard av East Anglia, död 854, var en engelsk monark. Han var kung av East Anglia 845–854. 